# Liaison carbone-carbone
Une liaison carbone-carbone est une liaison covalente entre deux atomes de carbone. La forme la plus courante est la liaison simple qui engage deux électrons, un de chaque atome.
La liaison simple est une liaison σ formée entre les orbitales hybridées des atomes de carbone. Elle est forcément formée entre deux carbones d'hybridation sp3 mais peut aussi apparaître entre deux atomes de carbone avec une autre hybridation comme les carbones sp ou sp2.
La liaison double qui apparaît entre carbone sp2, est caractéristique des alcènes et engage quatre électrons. Elle est formée d'une liaison σ et d'une liaison π issue des orbitales atomiques px ou py non hybridées de chaque atome de carbone.
La liaison triple qui apparaît entre carbone sp, est caractéristique des alcynes et engage six électrons. Elle est formée d'une liaison σ et de deux liaisons π issues des orbitales atomiques px et py non hybridées de chaque atome de carbone.
Le carbone a une caractéristique unique parmi tous les éléments qui est de former de longues chaînes de ses propres atomes, une propriété appelée caténation. Cette propriété couplée à la force des liaisons carbone-carbone permet l'existence d'un nombre gigantesque de formes moléculaires dont beaucoup ont un rôle essentiel dans les processus vitaux. Ainsi, la chimie du carbone a son propre champ de recherche, la chimie organique.
La ramification est aussi commune dans les squelettes carbonés. Les différents atomes de carbone peuvent être identifiés en fonction du nombre de leurs atomes de carbone voisins :
- carbone primaire : un atome de carbone voisin ;
- carbone secondaire : deux atomes de carbone voisins ;
- carbone tertiaire : trois atomes de carbone voisins ;
- carbone quaternaire : quatre atomes de carbone voisins.

## Synthèse
Les réactions de formation de liaisons carbone-carbone sont des réactions organiques dans lesquelles une nouvelle liaison carbone-carbone est créée. Elles sont très importantes dans la production de nombreux composés chimiques synthétiques comme les médicaments et les plastiques.
Quelques exemples de réactions qui forment des liaisons carbone-carbone sont les réactions d'aldolisation, la réaction de Diels-Alder, l'addition d'un réactif de Grignard sur un groupe carbonyle, la réaction de Heck, addition de Michael ou la réaction de Wittig.